# Lång natt
Lång natt är ett amerikanskt film noir-drama från 1947, som är en nyinspelning av Marcel Carnes Dagen gryr från 1939. Henry Fonda spelade Jean Gabins gamla roll och Vincent Price tog över Jules Berrys. Barbara Bel Geddes gjorde här sin filmdebut. Filmen regisserades av Anatole Litvak och producerades av Robert och Raymond Hakim för RKO. 

## Rollista (i urval)
- Henry Fonda - Joe Adams
- Barbara Bel Geddes - Jo Ann
- Vincent Price - Maximilian
- Ann Dvorak - Charlene
- Howard Freeman - Sheriff Ned Meade
- Moroni Olsen - Polischefen
- Elisha Cook Jr. - Frank Dunlap
- Queenie Smith - Fru. Tully